# 自己相似
自己相似（じこそうじ、英: self-similar）とは何らかの意味で、全体と部分とが相似（再帰）であることをさす言葉である。すべてのスケールにおいて自己相似となる図形は、スケール不変性を有する。

## 概要
図形においては、ある図形の断片を取ってきたとき、それより小さな断片の形状と図形全体の形状とが相似である場合を指す。このようなフラクタル図形などに代表される形状に関する自己相似は大変有名である。なお、フラクタルが全く幾何学には限られず数学の多様な分野で議論されるものであるように、自己相似も「幾何的形状」だけに限定されない。自然界や人工物には、海岸線の長さやインターネットのトラフィックのように統計的に自己相似なものの方が多く存在する。統計的な自己相似とは、同一対象について時間や空間的に異なるスケール(分解能)で計測された統計が同じ分布族に従い、分布やモーメント等の統計的性質が計測スケールに関して相似である場合を指す。これは、相似図形はその形状が同じで一辺の長さや面積の比が(空間的スケール比である)相似比を用いて特定の比例関係として表されるのと同様、分布の形が同じで統計的性質(平均や分散など)がスケールを用いて特定の比例関係として表される場合を統計的相似と考えるとわかりやすい。

## 例

### 対数螺旋
対数螺旋(等角螺旋)は自己相似かつスケール不変である。
{\displaystyle \log {\frac {r(\theta )}{a}}={\frac {1}{\lambda }}\log {\frac {r(\lambda \theta )}{a}}}

### 植物
フラクタルに関する書籍において自己相似の例として植物はよく登場する。
- カリフラワーの一種であるロマネスコは自己相似の様相を呈した花蕾をつける。
- バーンスレイのシダ(Barnsley fern) - バーンスレイの考案したシダの葉の数学モデルは植物の葉の形状とよく似ている。

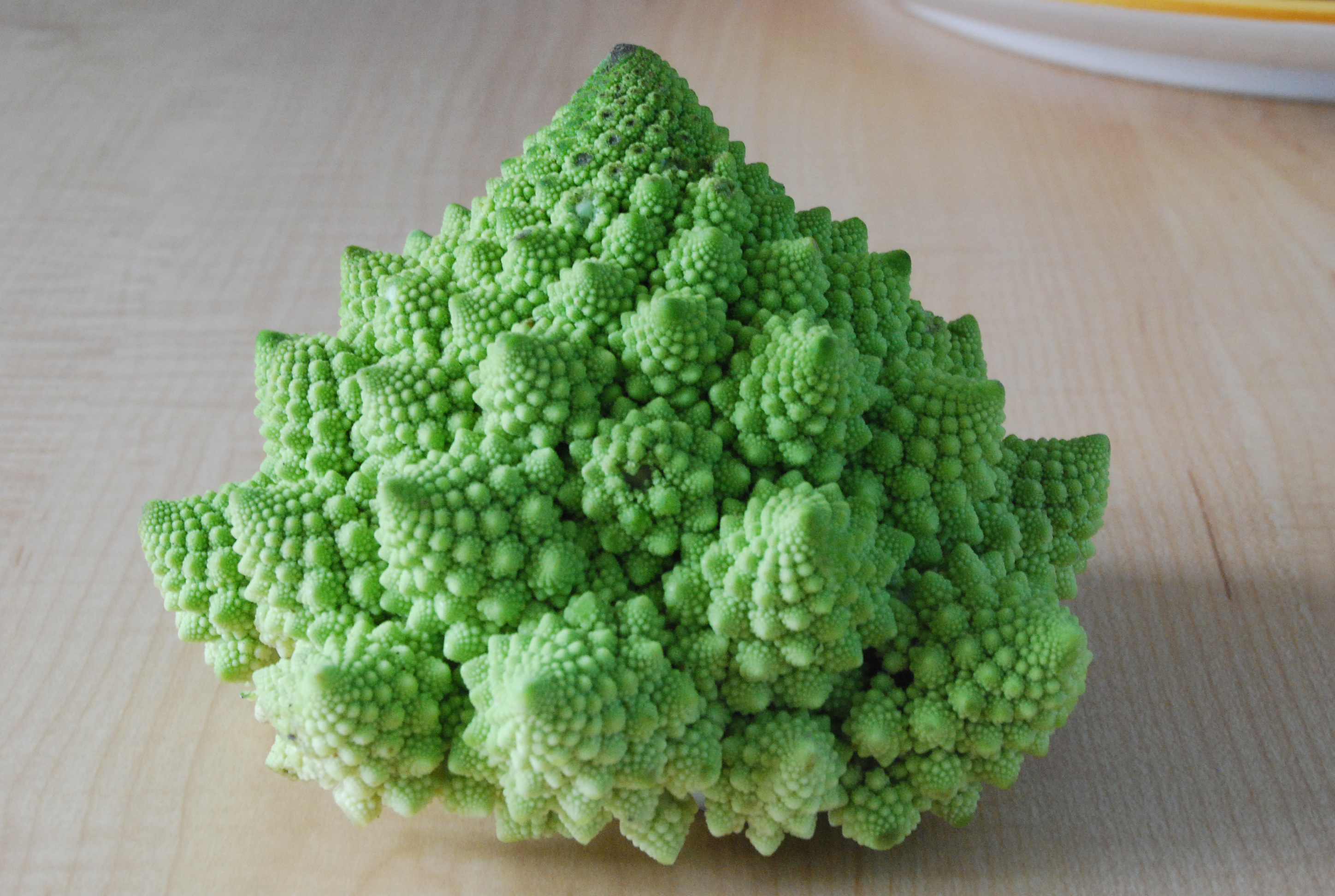
ロマネスコの花蕾
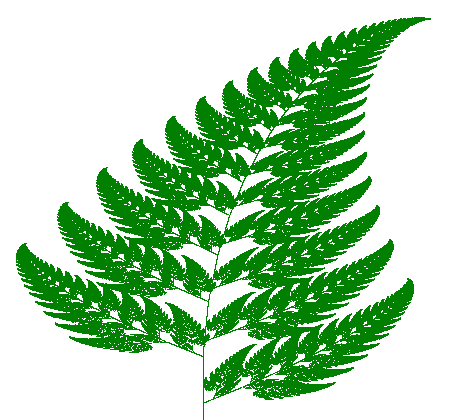
反復関数系を使用して計算された バーンスレイのシダの葉
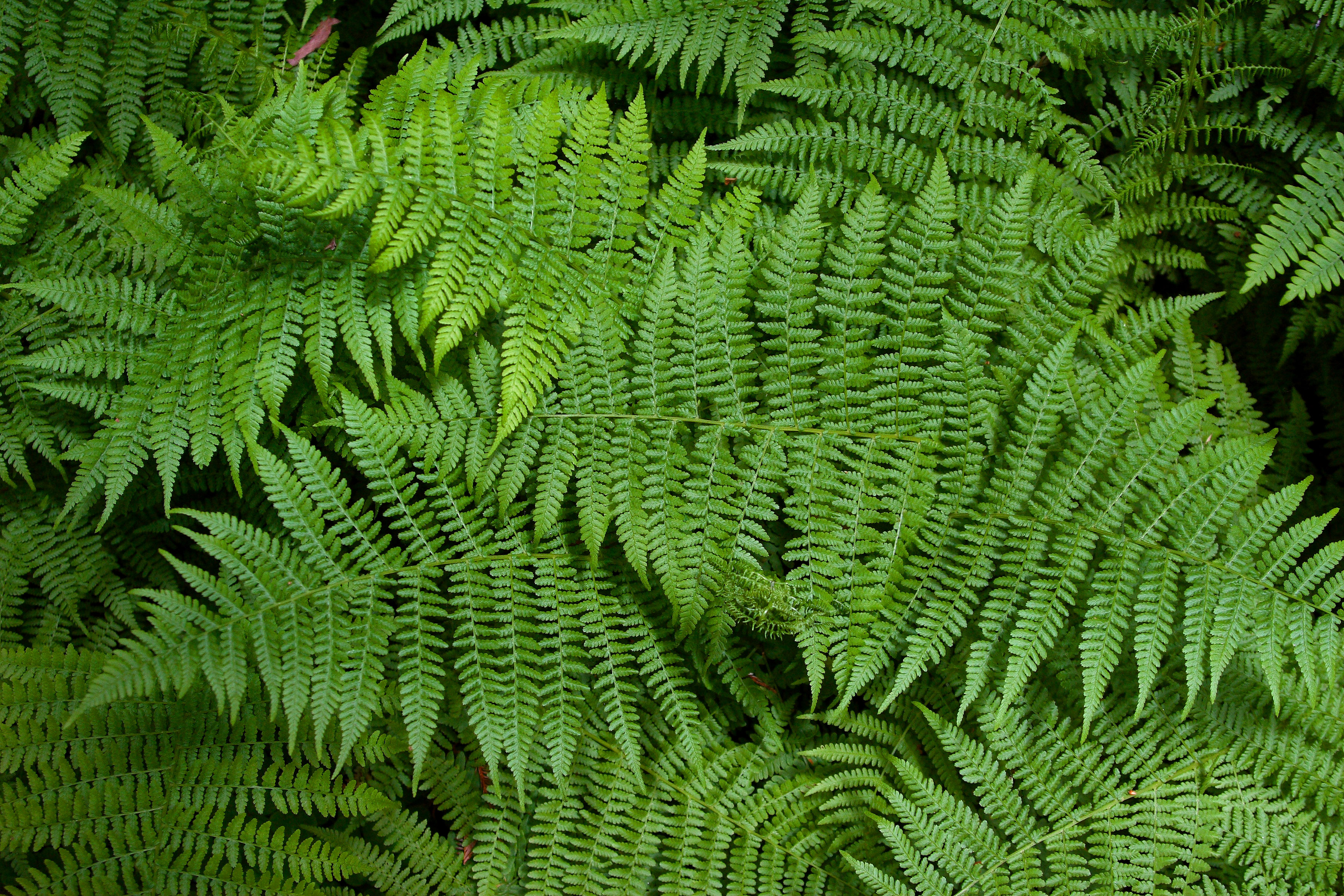
モデルとなった「本物のシダ」の葉

### 海岸線の長さ
海岸線の長さは計測に使用するモノサシの目盛の粗さ(スケール)によって変わり、目盛の細かいモノサシを使用するほど海岸線の長さはより長く計測される（海岸線のパラドックス）。
目盛スケールを G とすると、計測される海岸線の長さは おおよそ L(G)=MG1-D となる。ここで、D はフラクタル次元である。

### インターネット・トラフィック
パケットデータ(Ethernet, IP, TCP, VOIP等)のトラフィックパターンは統計的に自己相似な性質をもつと報告されている。
したがって、ポアソン分布を使用した単純なモデルでは不十分である。統計的自己相似性を考慮に入れずに設計された通信網は、モデルの想定どおりに機能しない可能性があり、通信網のデザインを行う際に考慮すべき重要な性質のひとつである。

### 金融市場における価格変動
株式市場や為替市場における価格変動は統計的自己相似性をもつ。ただし、相似比をあらわすハースト指数(スケーリング指数)が時間スケールにより変化するマルチフラクタルである。